# N-Gage
Az N-Gage a Nokia játékgéppel kombinált, Series 60 mobilplatformot használó mobiltelefonja, melyet 2003. október 7-én mutattak be. A Game Boy Advance vetélytársának szánták. Nem vált népszerűvé, mert a vetélytársaihoz képest lényegesen kevesebb volt a játékok száma, gyenge volt az üzemideje (maximum 1-2 órát lehetett vele játszani egy feltöltéssel), és nehézkes volt a játékkártyák cseréje. Ráadásul telefonként is kényelmetlen volt a használata.
2004-ben jelent meg az utóda N-Gage QD néven, melynek nagyjából négyszer akkora volt az üzemideje, könnyebben lehetett cserélni a játékkártyákat, kényelmesebben lehetett vele telefonálni, jobb volt a kijelzőjének a fényereje, ugyanakkor nem volt benne USB csatlakozó, MP3 lejátszó és rádió. A készülékek jelentős anyagi fiaskót jelentettek a Nokiának, ami 2005-ben bejelentette, hogy fejleszti az N-Gage utódát, ami már nem egy telefon, hanem egy online szolgáltatás, mely csak a Nokia csúcsmodelljeire érhető el. Ez 2007 elején valósult meg, az N-Gage-alkalmazások pedig 2008 februárjától voltak letölthetők az N-Gage honlapjáról.
Az N-Gage szolgáltatás 2010-ben teljesen megszűnt, a játékok pedig az Ovi Store-ra kerültek át, melyet 2014 során az Opera Mobile Store váltott fel, ez azóta szintén megszűnt.

## Változatai
- N-Gage
- N-Gage Silver Edition
- N-Gage QD
- N-Gage QD Silver Edition

## Elérhető játékok
| - Ashen - Asphalt Urban GT - Asphalt Urban GT 2 - Atari Masterpieces Vol. I - Atari Masterpieces Vol. II - Bomberman - Call of Duty - Catan - Civilization - Colin McRae Rally 2005 - Crash Nitro Kart - FIFA Football 2004 - FIFA Football 2005 - Flo Boarding (csak Európában) - Glimmerati - High Seize - King of Fighters EXTREME - Marcel Desailly Pro Soccer - Mile High Pinball - MLB Slam - MotoGP | - NCAA Football 2004 - ONE - Operation Shadow - Pandemonium - Pathway to Glory - Pathway to Glory: Ikusa Islands - Payload - Pocket Kingdom - Puyo Pop - Puzzle Bobble VS - Rayman 3 - Red Faction - Requiem of Hell - Rifts: Promise of Power - Snakes - Sega Rally (csak Ausztráliában) - SonicN - Spider-Man 2 | - SSX: Out of Bounds - Super Monkey Ball - System Rush - The Elder Scrolls Travels#Shadowkey\|The Elder Scrolls Travels: Shadowkey - The Roots: Gates of Chaos - The Sims Bustin' Out - Tiger Woods PGA Tour 2004 - Tom Clancy's Ghost Recon: Jungle Storm - Tom Clancy’s Splinter Cell: Chaos Theory - Tom Clancy's Splinter Cell: Team Stealth Action - Tomb Raider - Tony Hawk's Pro Skater - Virtua Tennis - Virtua Cop - Warhammer 40,000: Glory in Death - Worms World Party - WWE Aftershock - Xanadu Next - X-Men Legends - X-Men Legends II: Rise of Apocalypse |